# Pseudopolygrammodes
Pseudopolygrammodes és un gènere d'arnes de la família Crambidae. Conté només una espècie, Pseudopolygrammodes priscalis, que es troba a la Xina (Yunnan).